# Manshingpatti
Manshingpatti (nep. मानसिंङपट्टी) – gaun wikas samiti w środkowej części Nepalu w strefie Dźanakpur w dystrykcie Dhanusa. Według nepalskiego spisu powszechnego z 2011 roku liczył on 804 gospodarstwa domowe i 4385 mieszkańców (2251 kobiet i 2134 mężczyzn).